# Parc des Chaumettes
Le parc des Chaumettes est un parc public situé à Genève, en Suisse.

## Historique
Depuis la démolition d'un ancien groupe d'immeuble, l'espace occupé par l'actuel parc a servi de parc de stationnement. En 1985, cet espace est classé zone de verdure. Après un premier crédit d'étude en 1998, un concours d'architecture est lancé en 2001 à l'issue duquel sont choisis le projet d'aménagement de la rotonde de l'hôpital et le projet de création du parc. Le parking laisse sa place aux travaux du futur parc qui débutent en novembre 2005. La partie haute du parc est ouverte au public dès 2007 et en intégralité en 2009,. Situé à côté des Hôpitaux universitaire de Genève (HUG) qu'il relie à la Plaine de Plainpalais, le coût total du projet est de douze millions de francs de l'époque,. 
Le terme de chaumettes décrit en Suisse romande un petit pâturage en déclive et, de fait, le parc est orienté vers l'Arve. Le parc dispose d'aires de jeux et d'un jardin médicinal.
Le parc des Chaumettes gagne le prix du « Flâneur d'or » en 2011.